# Spilopyrinae
Spilopyrinae là một phân họ nhỏ bọ cánh cứng trong họ Chrysomelidae, tách ra từ phân họ Eumolpinae bởi Reid (2000). They occur in Australia, New Guinea, New Caledonia and Chile.

## Các chi
- Allsortsia
- Cheiloxena
- Macrolema
- Richmondia
- Spilopyra